# Língua gurung

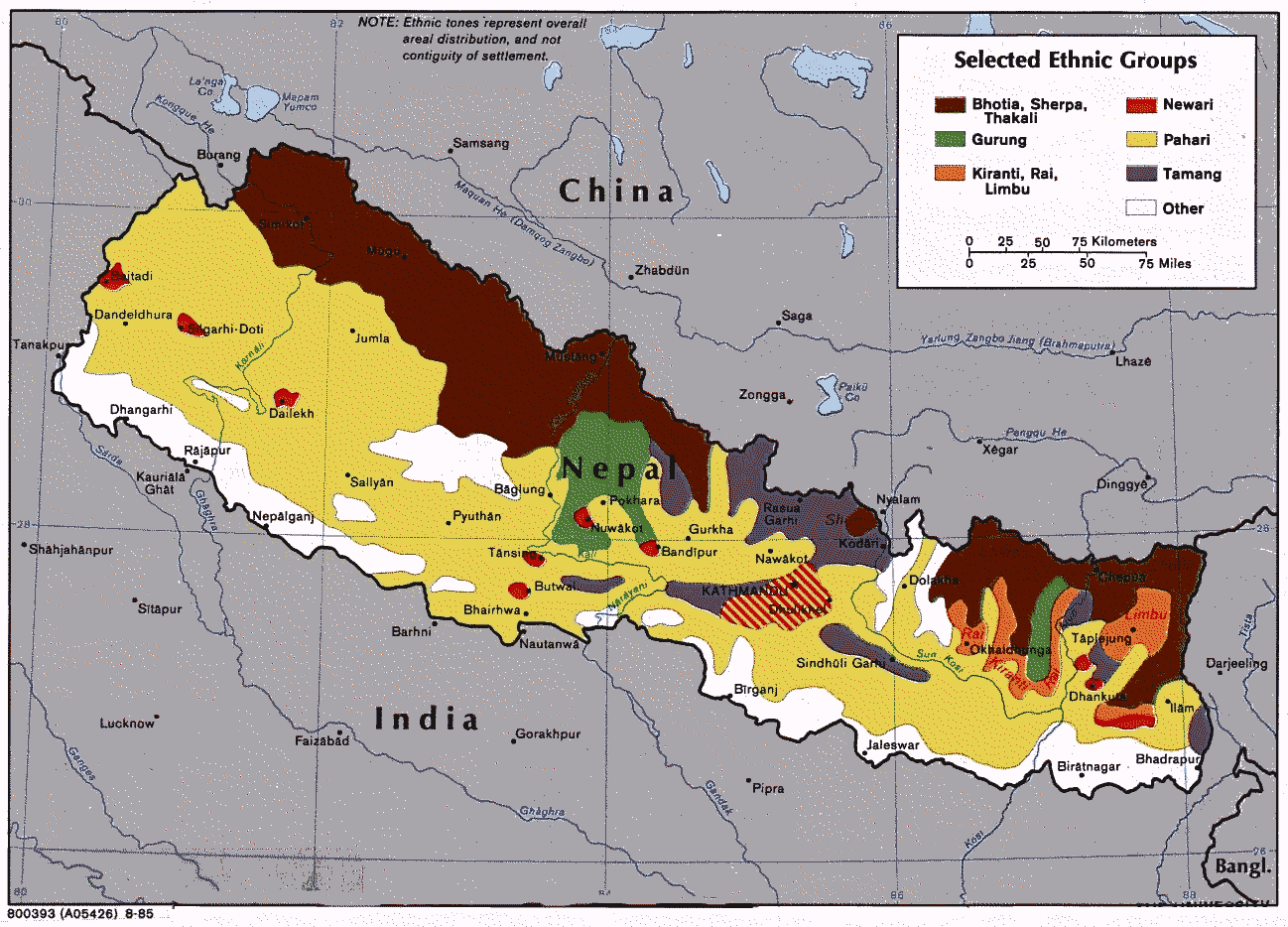
Grupos étnicos do Nepal:
Povos Bhotia, Sherpa, Thakali
Gurung /Tamu
Kiranti, Rai, Limbu
Nepal Bhasa
Povo Pahari
Tamang
Ver no leste desse mapa,
Os territórios de Kulu Rodu (Kulung) (ao norte dos territórios Kiranti e Rai) são
marcados erroneamente como territórios Gurung.

A língua Gurung ou Gurnung (तमु क्यी, ཏམུ་ཀི, Tamu Kyi) é falad pelo povo de mesmo nome (Gurungs). O número total de falantes de Gurung no Nepal era 227.918 conforme censo de 199. Não há distinção entre Gurung como um grupo étnico e o número de pessoas que falam a língua.
A língua nepalesa, oficial do Nepa, é uma língua  indo-europeias, enquanto o gurung é uma língua  sino-tibetana .

## Geografia
Gurung é falado nos seguintes distritos do Nepal] (Ethnologue):
- Zona Gandaki: Kaski, Syangja , Lamjung , Tanahu , Gorkha , Manang  and Mustang
- Zona Dhawalagiri: Parbat

## Gramática
Algumas características gramaticais diversas das línguas Gurung são:
- frases sujeito– objeto – verbo (SOV)
- Postposições
- Genitivos
- Adjetivos em frase relativa relativo antes da cabeças substantiva
- Numeral numerais após cabeça substantiva
- Entonação crescente em situaçõe bipolares
- Prefixo em verbos negativos
- Número máximo de sufixos = 3
- Caso gramatical – em frase nominal mostrado por preposição
- Sem referência a Sujeito e Objeto nos verbos
- Ergativida dividida conforme tempo gramatical
- Causativos
- Benefativos
- Sílabas: CV, CCV, CCCV

Foneticamente, as línguas Gurung são  tonais.

## Escrita
A língua Gurung usa a escrita Devanagari

## Amostra de texto
९. क्हे मैंइ प्राथना लमा छले लद्ः ओ स्वर्गर मुंबै ङिए परमेश्वर आबा, क्हिए मिं पबित्र परिगे।
	१०. क्हिए ग्याल्स युरिगे, स्वर्गर धोंले क्हिए सैंर मैंबे के पृथ्बीरै पूरा तरिगे।
	११. ङिलाइ तिंयाँ त्हिंइ ह्रोंसेबै चबै सै पिंनु।
	१२. ङिए फिर आछ्याँब् लब्मैंलाइ ङिइ क्षमा पिंल् खाँब् धोंले ङिइ लबै आछ्याँबे केमैंउँइँले ङि क्षमा पिंनु।
IPA
	ke̤ mɛ̃i praːtʰnaː lɑmaː tsʰɑle lɑdː o swɑrɡɑrɑ munbɛ ŋie pɑrmeswɑrɑ aːbaː, ki̤e mĩ pɑbitrɑ pɑriɡe.
	ki̤e ɡjaːlsɑ juriɡe, swɑrɡɑrɑ dõle ki̤e sɛ̃r mɛ̃be ke pritʰbirɛ puraː tɑriɡe.
	ŋilaːi timjãː tĩ̤i hrõsebɛ tsɑbɛ sɛ pinnu.
	ŋie pʰirɑ aːtsʰjãːb lɑbmɛ̃laːi ŋii ksɑmaː pinl kʰãːb dõle ŋii lɑbɛ aːtsʰjãː kemɛ̃ũĩle ŋi ksɑmaː pinnu.
Português
Assim, portanto, orai: Pai nosso que estás nos céus, santificado seja o teu nome.
Venha o teu reino. Seja feita a tua vontade, assim na terra como no céu.
O pão nosso de cada dia nos dá hoje.
E perdoe nossas dívidas, como perdoamos nossos devedores.